# PHF3

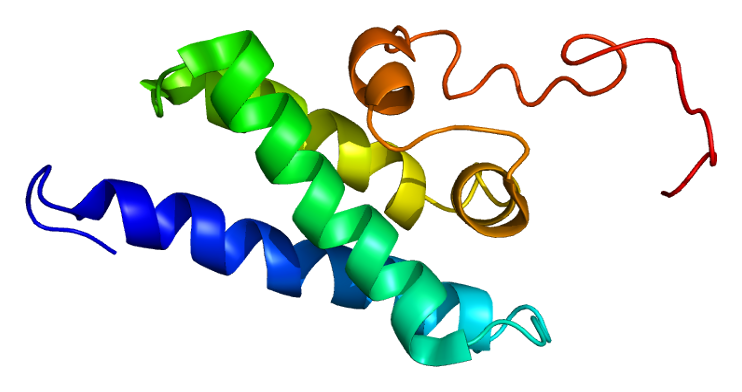
Estructura de la proteína PHF3. Basada en la representación PyMOL de PDB 2dme.

La proteína con dedos PHD 3 es una proteína que en humanos está codificada por el gen PHF3.

## Otras lecturas
- Nakajima D, Okazaki N, Yamakawa H, etal (2003). «Construction of expression-ready cDNA clones for KIAA genes: manual curation of 330 KIAA cDNA clones». DNA Res. 9 (3): 99-106. PMID 12168954. doi:10.1093/dnares/9.3.99.
- Nagase T, Seki N, Ishikawa K, etal (1997). «Prediction of the coding sequences of unidentified human genes. VI. The coding sequences of 80 new genes (KIAA0201-KIAA0280) deduced by analysis of cDNA clones from cell line KG-1 and brain». DNA Res. 3 (5): 321-9, 341-54. PMID 9039502. doi:10.1093/dnares/3.5.321.
- Struss AK, Romeike BF, Munnia A, etal (2001). «PHF3-specific antibody responses in over 60% of patients with glioblastoma multiforme». Oncogene 20 (31): 4107-14. PMID 11464277. doi:10.1038/sj.onc.1204552.
- Strausberg RL, Feingold EA, Grouse LH, etal (2003). «Generation and initial analysis of more than 15,000 full-length human and mouse cDNA sequences». Proc. Natl. Acad. Sci. U.S.A. 99 (26): 16899-903. PMC 139241. PMID 12477932. doi:10.1073/pnas.242603899.
- Mungall AJ, Palmer SA, Sims SK, etal (2003). «The DNA sequence and analysis of human chromosome 6». Nature 425 (6960): 805-11. PMID 14574404. doi:10.1038/nature02055.
- Ota T, Suzuki Y, Nishikawa T, etal (2004). «Complete sequencing and characterization of 21,243 full-length human cDNAs». Nat. Genet. 36 (1): 40-5. PMID 14702039. doi:10.1038/ng1285.
- Beausoleil SA, Jedrychowski M, Schwartz D, etal (2004). «Large-scale characterization of HeLa cell nuclear phosphoproteins». Proc. Natl. Acad. Sci. U.S.A. 101 (33): 12130-5. PMC 514446. PMID 15302935. doi:10.1073/pnas.0404720101.
- Ballif BA, Villén J, Beausoleil SA, etal (2005). «Phosphoproteomic analysis of the developing mouse brain». Mol. Cell. Proteomics 3 (11): 1093-101. PMID 15345747. doi:10.1074/mcp.M400085-MCP200.
- Gerhard DS, Wagner L, Feingold EA, etal (2004). «The status, quality, and expansion of the NIH full-length cDNA project: the Mammalian Gene Collection (MGC)». Genome Res. 14 (10B): 2121-7. PMC 528928. PMID 15489334. doi:10.1101/gr.2596504.
- Pallasch CP, Struss AK, Munnia A, etal (2005). «Autoantibodies against GLEA2 and PHF3 in glioblastoma: tumor-associated autoantibodies correlated with prolonged survival». Int. J. Cancer 117 (3): 456-9. PMID 15906353. doi:10.1002/ijc.20929.
- Beausoleil SA, Villén J, Gerber SA, etal (2006). «A probability-based approach for high-throughput protein phosphorylation analysis and site localization». Nat. Biotechnol. 24 (10): 1285-92. PMID 16964243. doi:10.1038/nbt1240.
- Olsen JV, Blagoev B, Gnad F, etal (2006). «Global, in vivo, and site-specific phosphorylation dynamics in signaling networks». Cell 127 (3): 635-48. PMID 17081983. doi:10.1016/j.cell.2006.09.026.